# Bibbia di Marco Polo
La Bibbia di Marco Polo è una copia della vulgata di 16,5 cm per 11 in pergamena di vitello del XIII secolo.

## Storia
Miniata in Francia nel XIII secolo, fu fatta partire con una missione francese diretta alla volta della Cina dei khan.
Il codice rimase a lungo in Cina, probabilmente conservato da una famiglia nobiliare, per essere poi riconosciuta da Matteo Ricci durante la sua missione, e ricondotta alla figura di Marco Polo.
La Bibbia tornò in Europa nel XVII secolo, grazie ai sacerdoti Michele Shen e Philippe Couplet. Durante il viaggio dei due, la Bibbia venne regalata a Cosimo III de' Medici insieme ad altre opere di filosofia e scienza. Per più di due secoli l’opera venne conservata alla Biblioteca Laurenziana di Firenze.
Nel 2008 è stata esposta a Firenze in una mostra di Bibbie, ed in seguito è entrata a far parte di un progetto di studio e di restauro che ha coinvolto varie istituzioni nazionali ed internazionali.